# Elena-Evgenia
Elena-Evgenia, död efter 1218, var kejsarinna av Bulgarien 1187–1196, som gift med tsar Ivan Asen II.